# 파나민트캥거루쥐
파나민트캥거루쥐(Dipodomys panamintinus)는 주머니생쥐과에 속하는 설치류의 일종이다. 미국 캘리포니아주 동부와 네바다주 서부 모하비 사막의 토착종이다.

## 특징
파나민트캥거루쥐는 캥거루쥐속에 속하는 중간 크기의 종으로 간주된다. 연한 점토색을 띠며 얼굴 주위에 거무스레한 반점이 있다. 꼬리는 몸 길이의 평균 140% 정도에 달할 정도로 극단적으로 길며 흰 줄무늬와 함께 꼬리 끝에 무거운 털 뭉치가 있다. 학명과 일반명은 분포 지역인 데스 밸리 바로 서부의 파나민트 계곡과 파나민트 산맥의 이름에서 유래했다.